# Toploader
Toploader es una banda de rock alternativo inglesa, de Eastbourne, formada en 1997. Su versión de Dancing In The Moonlight de Boffalongo se convirtió en un éxito global.

## Historia
Toploader firmó un contrato por seis álbumes con Sony Records en 1998 y comenzó a grabar su primer álbum, Onka's Big Moka, en Rockfield Studio's al Sur de Gales. Tras el lanzamiento del álbum en 1999 Toploader se convirtió en una banda popular dentro de la música británica y tuvo éxitos internacionales. En 2003 la banda se separó tras lanzar su segundo álbum, Magic Hotel.
Aunque la banda tuvo un gran éxito con su primer álbum Onka's Big Moka, vendiendo 1,7 millones de discos y permaneciendo en el Top 5 de las listas británicas durante más de seis meses, su segundo álbum Magic Hotel, no cumplió las expectativas de la banda y la compañía discográfica los dejó, a pesar de que el álbum fue más exitoso que el debut.

## Miembros
- Joe Washbourn (24 de diciembre de 1975, Sidcup, Kent) - cantante, teclista
- Dan Hipgrave (5 de agosto de 1975, Brighton) - guitarrista
- Julian Deane (31 de marzo de 1971, Bristol) - guitarrista
- Matt Knight (18 de noviembre de 1972, Portsmouth) - bajista
- Rob Green (24 de octubre de 1969, Londres) - batería

## Discografía

### Álbumes
- 1999 Onka's Big Moka #4 UK
- 2002 Magic Hotel #3 UK
- 2009 Dancing in the Moonlight - The Best Of Toploader
- 2011 Only Human
- 2017 Seeing Stars

### Singles
Del Álbum Onka's Big Moka
- 1999 Let the People Know #52 UK
- 2000 Dancing in the Moonlight #19 UK
- 2000 Achilles Heel #8 UK
- 2000 Just Hold On #20 UK
- 2001 Only For A While #19 UK

Del Álbum Magic Hotel
- 2002 Time Of My Life #18 UK
- 2002 Some Kind Of Wonderful #76 UK

Del Álbum Only Human
- 2011 Never Stop Wondering
- 2011 A Balance To All Things
- 2011 She Said

Sin Álbum
- 2013 This Is The Night

Del Álbum Seeing Stars
- 2017 Roll With The Punches

- Datos: Q1742953
- Multimedia: Toploader / Q1742953